# Unicredit Czech Open 2000
L'Unicredit Czech Open 2000 è stato un torneo di tennis facente parte della categoria ATP Challenger Series nell'ambito dell'ATP Challenger Series 2000. Il torneo si è giocato a Prostějov in Repubblica Ceca dal 6 all'11 giugno 2000 su campi in terra rossa.

## Vincitori

### Singolare
Andreas Vinciguerra ha battuto in finale  Jérôme Golmard per walkover

### Doppio
Alberto Martín /  Eyal Ran hanno battuto in finale  Petr Luxa /  Vincenzo Santopadre con il punteggio di 6–2, 6–2